# St. Peter und Paul (Obergessertshausen)

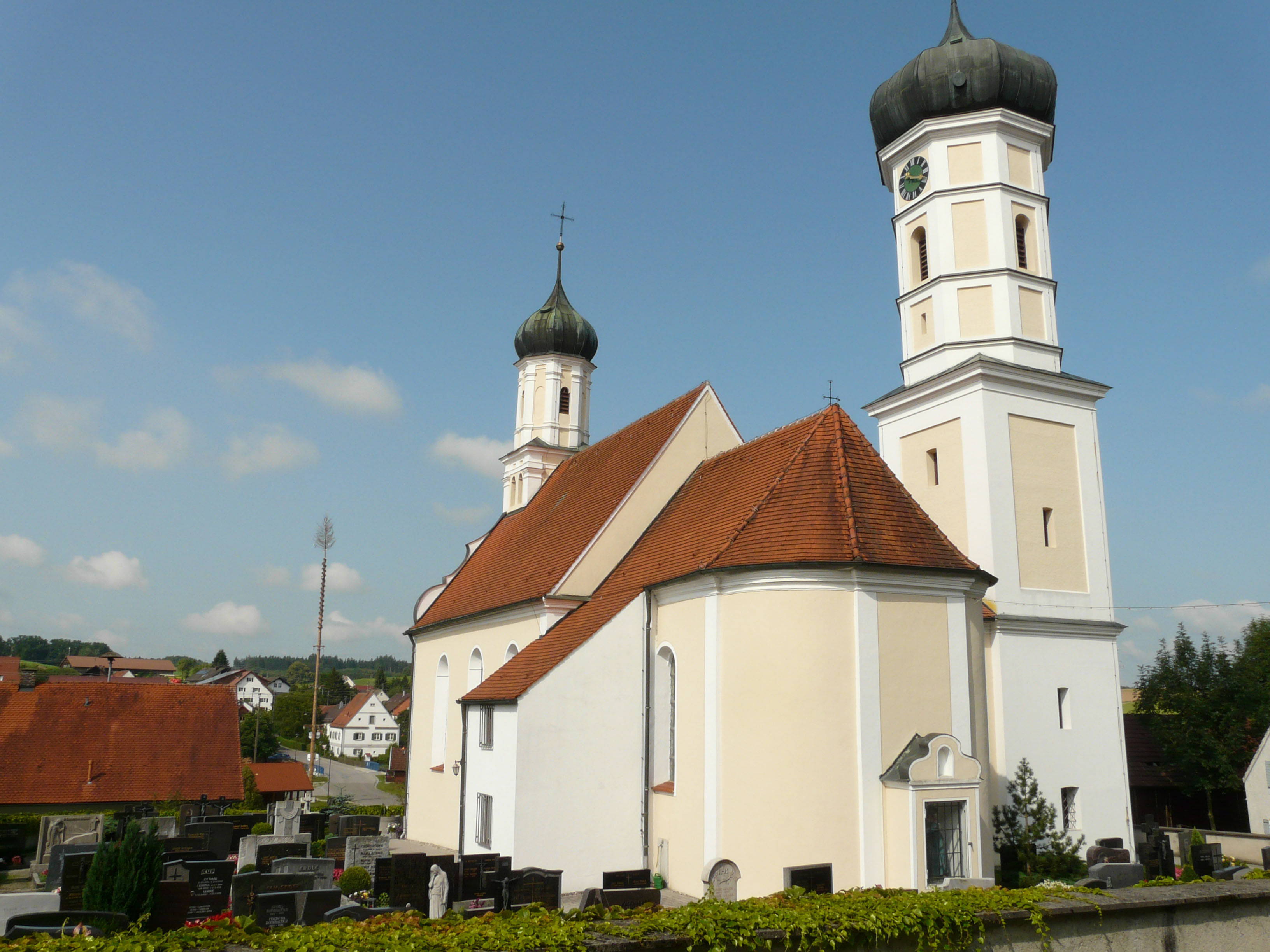
Kirche St. Peter und Paul in Obergessertshausen

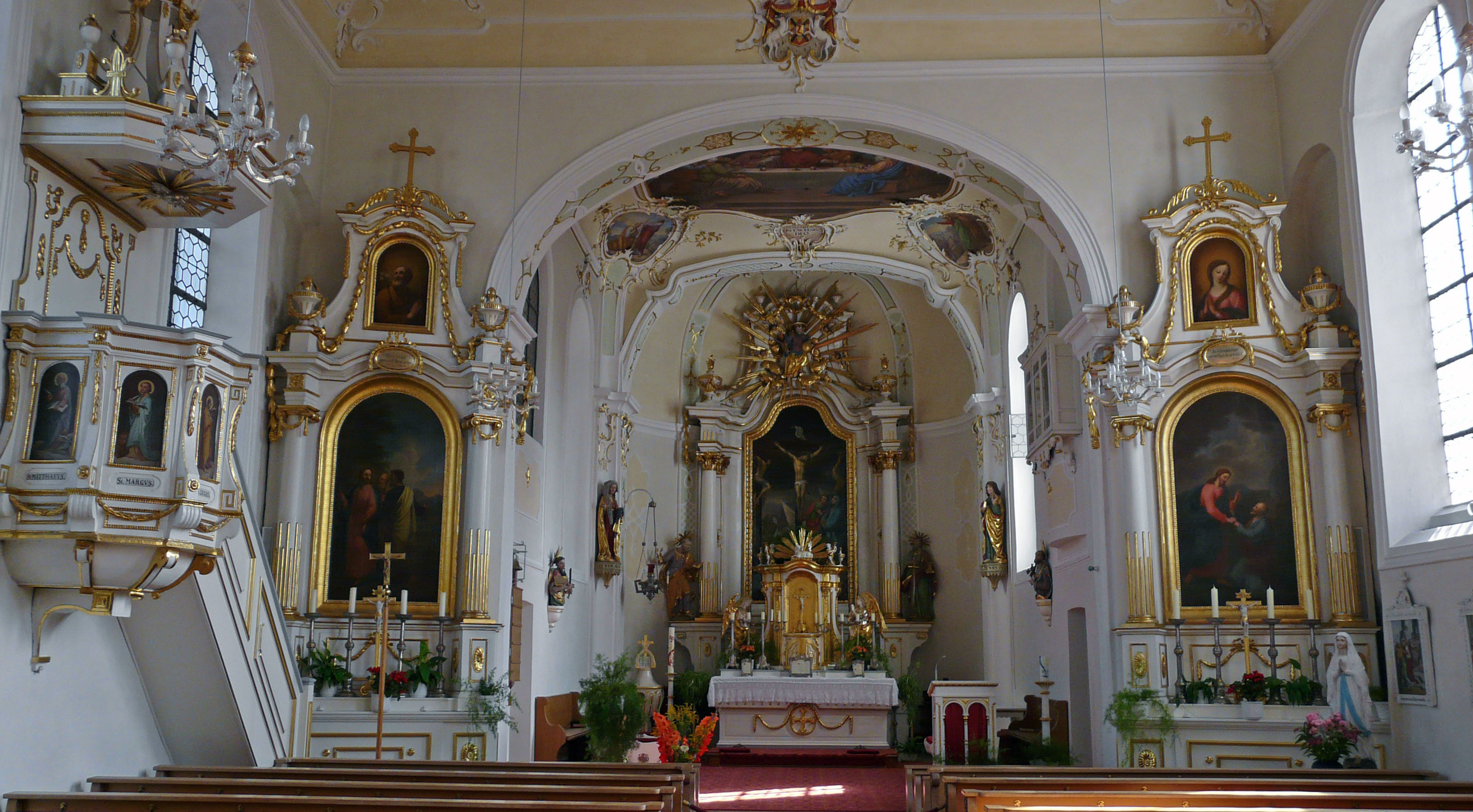
Innenansicht St. Peter und Paul in Obergessertshausen

Die katholische Pfarrkirche St. Peter und Paul in Obergessertshausen, einem Gemeindeteil von Aichen im schwäbischen Landkreis Günzburg in Bayern, wurde um 1769 errichtet. Die Kirche am St.-Peter-und-Paul-Platz 5, inmitten des Friedhofs, ist ein geschütztes Baudenkmal.
Die Herrschaft Seifriedsberg ließ an der Stelle eines Vorgängerbaus die Kirche nach den Plänen des Maurermeisters Johann Georg Hitzelberger errichten. Der Chor der Kirche stammt von 1775 und der Turm von 1902. Ein mächtiger Giebelreiter konkurriert mit dem nur mit einem Verbindungsgang zum Langhaus angefügten Zwiebelturm.